# Jozef Belmans
Jozef Frans Belmans (Geel, 15 maart 1931 ― Leuven, 5 februari 2022) was een Belgisch Vlaams-nationalistisch politicus voor de Volksunie.

## Levensloop
Belmans behaalde aan de Katholieke Universiteit Leuven de diploma's van doctor in de rechten en licentiaat in de politieke en sociale wetenschappen. Hij was lid van de studentenclub Moeder Geelse en preses van het Katholiek Vlaams Hoogstudentenverbond.
Hij was de medestichter van de Kempense afdeling van de Vlaamse Volksbeweging. Eind jaren '50 werd Belmans lid van de Volksunie: van 1960 tot 1987 was hij lid van de partijraad en van 1963 tot 1968 was hij de voorzitter van de VU-afdeling van het arrondissement Turnhout.
Van 1964 tot 1988 was hij gemeenteraadslid van Geel. In 1968 werd hij verkozen als volksvertegenwoordiger voor het arrondissement Turnhout en bleef dit tot in 1978. Van juli tot oktober 1981 was hij provinciaal senator voor Antwerpen, om van november 1981 tot december 1987 opnieuw volksvertegenwoordiger te zijn. In de periode december 1971-december 1978 zetelde hij als gevolg van het toen bestaande dubbelmandaat ook in de Cultuurraad voor de Nederlandse Cultuurgemeenschap, die op 7 december 1971 werd geïnstalleerd. Van december 1981 tot december 1987 was hij lid van de Vlaamse Raad. Hij was in de Cultuurraad van 1972 tot 1978 vast lid van de Commissie voor Taalwetgeving en Taalbescherming.
Belmans was voornamelijk actief in Caritas Catholica België en in het Wit-Gele Kruis en in de Christelijke Confederatie van Instellingen voor Sociale zorg en Gezondheidszorg. Bovendien was hij medestichter van Protea en voorzitter van de Taxandria-afdeling van de Orde van den Prince. 